# Daniel Zagury
Daniel Zagury, né en 1950 à Courbevoie, est un psychiatre des hôpitaux français, spécialiste de psychopathologie et de psychiatrie légale, chef de service et expert près la cour d'appel de Paris.

## Biographie
Daniel Zagury, né à Courbevoie, passe son enfance au Maroc jusqu'à l'âge de 10 ans. Il étudie ensuite au collège Lakanal (Sceaux).
Il suit des études de médecine qui prennent pour lui, dans ces années après 1968, le sens d'un engagement au service du « soin collectif aux plus malades et aux plus démunis ».
Chef de service au Centre psychiatrique du Bois de Bondy en Seine-Saint-Denis, il défend la qualité du soin psychiatrique dans ses interventions publiques.
Expert près la cour d'appel de Paris, il est amené à témoigner dans de multiples procès pour d’importantes affaires criminelles comme celles impliquant Guy Georges, Patrice Alègre, Michel Fourniret ou des génocidaires rwandais et dans les affaires Sébastien Selam et Sarah Halimi. Dans le premier cas, selon Daniel Zagury, le crime n’était pas un acte antisémite mais délirant, l’assassin était atteint d’une schizophrénie paranoïde. Dans le second cas, toujours selon Zagury, le discernement n’était pas « aboli » mais « altéré » du fait d’une consommation « consciente et volontaire ». L’acte serait donc « délirant et antisémite ».
Il publie plusieurs ouvrages ainsi que de nombreux articles consacrés au parricide, au crime passionnel ou aux tueurs en série. En analysant les processus psychiques poussant au crime, il compare ce qui rapproche ou différencie tueurs en série et criminels de guerre.

## Publications
Ouvrages
- Entre psychose et perversion narcissique : une clinique de l'horreur : les tueurs en série, L'Évolution psychiatrique, 1996.
- Le Tueur en série, dans A. Garapon et D. Salas, La Justice et le mal, Paris, Odile Jacob, 1997.
- Modèles de normalité et psychopathologie, 1998, éditions L'Harmattan.
- (avec Florence Assouline), L'énigme des tueurs en série, Plon, 2008, Pocket, 2010.
- « Les psychiatres sont-ils responsables de la raréfaction des non-lieux psychiatriques ? » dans Faut-il juger et punir les malades mentaux criminels ?, Éditions Érès, 2009.
- (avec Michel Dubec), Violence pathologique, violence antisociale dans Faut-il juger et punir les malades mentaux criminels ?, Éditions Érès, 2009.
- « Le travail psychique du crime chez les tueurs en série et les acteurs de génocide », dans Cruautés, Presses universitaires de France, 2014.
- La Barbarie des hommes ordinaires : ces criminels qui pourraient être nous, Édition Pocket, 2018 (ISBN 978-2266324045).
- L'Énigme publique n°1, Éditions du Seuil, 2025 (ISBN 2021595102).